# Candace Pert
Candace Beebe Pert (Nueva York, Estados Unidos, 26 de junio de 1946 - Potomac, Estados Unidos, 12 de septiembre de 2013) fue una neurocientífica y farmacóloga estadounidense, descubridora del receptor opioide, lugares de unión estereoespecíficos saturables para los opioides y drogas afines. Autora del best seller Molecules of Emotion (Las moléculas de la emoción).

## Biografía
Candace Pert cursó sus estudios en el Douglas MacArthur High School en Levittown, comenzó la carrera de biología en la Universidad de Hofstra, pero en 1966 abandonó dichos estudios. Posteriormente los reanudó en el Bryn Mawr College, consiguiendo la licenciatura cum laude en 1970. En el mismo año entró en el programa de doctorado de la Escuela de Medicina de la Universidad Johns Hopkins, donde se doctoró en farmacología en 1974. Anteriormente en 1973 descubrió junto al Dr. Solomon H. Snyder el receptor opioide. En 1974-1975 trabajó con una beca postdoctoral con el National Institutes of Health junto al Departamento de Farmacología de la Escuela de Medicina de la propia universidad. Seguidamente se incorporó al National Institute of Mental Health (NIMH), donde trabajó entre 1975 y 1987. Allí ocupó diversos puestos, pasando a dirigir en 1983 la Sección de Bioquímica Cerebral de la Clínica de Neurociencia Branch, siendo la primera mujer jefe en el NIMH. También obtuvo una cátedra de investigación en el Departamento de Fisiología y Biofísica en la Escuela de Medicina de la Universidad de Georgetown en Washington D. C.. En 1987 abandonó el NIMH y pasó a dirigir un laboratorio privado de biotecnología.
Apareció en 1993 en el documental La curación y la mente de Bill Moyers y en la película de 2004 ¿¡Y tú qué sabes!?.
En diciembre de 2001 apareció en la revista "Washingtonian" como uno de los cincuenta "mejores y más brillantes" individuos de Washington. Tiene diversas patentes para los péptidos modificados en el tratamiento de la psoriasis, la enfermedad de Alzheimer, síndrome de fatiga crónica, derrame cerebral y traumatismo craneal.
Por sus descubrimientos, su director de tesis, Solomon Snyder, y otros dos investigadores, recibieron el prestigioso premio Lasker en 1978. Pert no recibió dicho premio a pesar de su contribución y estalló una fuerte controversia en la que ella acusó al comité de haberla ignorado por ser mujer. Snyder y los otros dos premiados fueron propuestos posteriormente para recibir el Premio Nobel, pero su candidatura no prosperó. Pert fue responsabilizada de este fracaso por la controversia creada y su negativa a apoyar la candidatura, por lo que, según ella, fue marginalizada y acabó abandonando el NIMH.
Posteriormente se convirtió en una proponente de las medicinas alternativas y diversas teorías pseudocientíficas, como las terapias energéticas.
Por su trabajo, Pert recibió en 2008 el premio de la Fundación Teofrasto Paracelso en Medicina Holística (St Gallen, Suiza). Fue la directora científica de los laboratorios Rapid, Inc. en Rockville, Maryland hasta su fallecimiento, donde trabajaba en el desarrollo de un tratamiento de medicamentos y vacunas contra el VIH, el virus que causa el SIDA.
Falleció el 20 de septiembre de 2013 en la ciudad estadounidense de Potomac, a los 67 años de edad.

## Teorías

### Red Psicosomática
La base de las teorías de la Dra. Pert está en su descubrimiento de una molécula situada en la membrana celular en las células del cerebro y en gran parte del resto de células del cuerpo humano, el llamado receptor de opiáceos. Esos receptores son proteínas y se agrupan en la membrana celular a la espera de una señal química específica que llegará a través del líquido extracelular. Dicha señal, mediante un proceso llamado ligazón se adaptará como una llave a una cerradura. Dicha llave química es el ligando, que transmitirá el mensaje molecular al receptor, esto implica una alteración que llevará a la molécula a una reorganización, cambiando de forma hasta que la información entra a la célula. El receptor lleva el mensaje al interior de la célula, cuyo estado puede variar de forma drástica. Ello provoca una reacción en cadena de procesos bioquímicos que es dirigida por el mensaje del ligando, que a su vez conlleva múltiples tareas; elaboración de nuevas proteínas, apertura o cierre de canales iónicos, división celular, etc. Es decir, la vida celular depende de los receptores que están en su membrana y si estos están ocupados por ligandos o no. Los transportadores de esa comunicación son los llamados neuropéptidos.
La información de las células secretoras de péptidos produce cambios fisiológicos, que a su vez implican una retroalimentación y sobre la base de ello se produce un número determinado de péptidos y de que clase. Todo ello supone que la información usa un lenguaje codificado precisamente por los neuropéptidos y sus receptores, que son las sustancias físicas de la información. Por ello la información se convierte en el enlace entre psique y cuerpo, esas moléculas de información usan ese lenguaje para comunicarse a través de la red compuesta por los sistemas nervioso, endocrino e inmunológico, es decir una red psicosomática.

### Emociones
Otro aspecto fundamental de sus teorías a partir de esa red psicosomática, es que los péptidos son la manifestación bioquímica de las emociones.
En ese sentido indica que los péptidos, o al menos la mayoría de ellos, alteran el comportamiento y el estado de ánimo; actualmente se trabaja con la hipótesis de que cada uno de ellos pueda despertar un determinado estado emocional, por lo que todo el grupo de péptidos, entre 60 o 70 macromoléculas, podrían constituir un lenguaje bioquímico universal emocional.
Al respecto señala la Dra. Pert:

Las emociones son el contenido informacional, que es intercambiado vía la red psicosomática, con los órganos, células y sistemas que participan en el proceso. Así como la información, las emociones viajan en dos realidades: la de la mente y el cuerpo, como péptido y receptores en la realidad física y como sentimientos y emociones en el plano no material.
Dra. Pert.

Por ello deduce que cada péptido mediatiza un determinado estado emocional, significando que todos los pensamientos, creencias, percepciones sensoriales, y de hecho todas las funciones corporales estarían influidas por las emociones, puesto que en todas intervienen los péptidos.

### Cerebro
Igualmente todos esos estudios, incluyendo los de otros científicos, la han llevado a postular que la mente no está localizada en el cerebro, sino distribuida por todo el organismo en forma de moléculas señal. La red psicosomática implica, contrariamente a lo que se creía, que el sistema nervioso no está estructurado jerárquicamente. Indica específicamente la dra. Pert:

Los glóbulos blancos son partes del cerebro que flotan por el cuerpo.
Dra. Pert.

Y

No soy capaz de establecer una clara distinción entre el cerebro y el resto del cuerpo.
Dra. Pert.

También, de sus estudios y de otros posteriores, expone que el sistema inmunológico, incluyendo el sistema nervioso central, tiene memoria y capacidad de aprendizaje, de ahí deduce que la inteligencia se encuentra en todas y cada una de nuestras células del cuerpo, por ello la separación de procesos psíquicos y procesos orgánicos no sería cierta. Pert revela cómo su estudio sobre los receptores que procesan la información en las membranas de las células nerviosas le llevó a descubrir que los mismos receptores «neurales» estaban presentes en la mayoría, si no en todas, las células del cuerpo.

### Mente y cuerpo
Los estudios de la dra. Pert han sido muy importantes en el desarrollo y avance de la Psiconeuroinmunología. Indica que toda enfermedad tiene siempre un componente psicológico, por lo que es imposible la separación cartesiana de mente y cuerpo.
Finalmente ello implicaría que la cognición es un fenómeno extendido por todo el organismo que opera a través de una compleja red química de péptidos que auna todas nuestras actividades, sean éstas mentales, emocionales u orgánicas.
La enfermedad por tanto estaría asociada ineludiblemente a las emociones. Cuando estas son expresadas todos los sistemas del organismo forman un corpus unificado, pero cuando son negadas y reprimidas, dichas emociones quedarían atrapadas por nuestro cuerpo físico, los sistemas se bloquean y nos llevaría a la enfermedad. Pero también indica que dichas emociones pueden ser liberadas y por tanto eso nos puede llevar a la curación. Todo ello lo deduce de sus descubrimientos, sobre la base de que toda emoción tiene un reflejo bioquímico dentro del cuerpo.
Sigue indicando la dra. Pert que el sistema orgánico está sano cuando ese bucle de información no es entorpecido y el proceso se produce con celeridad. Y propone que a mayor rapidez, más y mejor información recibe la célula, que a su vez permite realizar los cambios necesarios en el menor tiempo posible, lo cual es sinónimo de buena salud, o de curación o mejoría en los procesos de disfunciones orgánicas (enfermedad).

## Publicaciones y bibliografía
Candace Pert ha escrito más de 150 artículos científicos sobre péptidos, sus receptores y el papel de los neuropéptidos en el sistema inmune en revistas especializadas.
Además ha publicado o participado en los libros:
- Molecules Of Emotion: The Science Between Mind-Body Medicine Scribner (1999), ISBN 0-684-84634-9
- Everything You Need to Know to Feel Go(o)d, con Nancy Marriott,  Hay House, Inc. (2006), ISBN 1-4019-1059-9
- La espiritualidad a debate: El estudio científico de lo transcendente. Kairós, 2010. ISBN 9788472457461. pp. 27-44